# Lihacsov Autógyár
A Lihacsov Autógyár, rövidítve ZiL (oroszul ЗиЛ – Завод имени Лихачёва [Zavod imenyi Lihacsova]) oroszországi járműgyártó vállalat. 1916-ban alapították Moszkvai Gépkocsi Társaság (AMO) néven. 1931-ben átnevezték 2. sz. Sztálin Autógyár (ZiSZ) névre, majd 1956-ban egykori igazgatójáról, Ivan Lihacsovról nevezték el. Elsősorban polgári és katonai célú teherautókat, speciális berendezésekkel ellátott járműveket, valamint mikrobuszokat gyárt. Napjainkban a cégnév hivatalos rövidítése AMO ZiL. A cég Moszkva város kormányzatának tulajdonában van.

## Modellek

### Limuzinok
- ZiSZ–101 (1936)
- ZiSZ–110 (1942)
- ZiSZ–115
- ZiL–111 (1958)
- ZiL–114
- ZiL–117
- ZiL–4104
- ZiL–41047
- ZiL–4105

### Teherautók

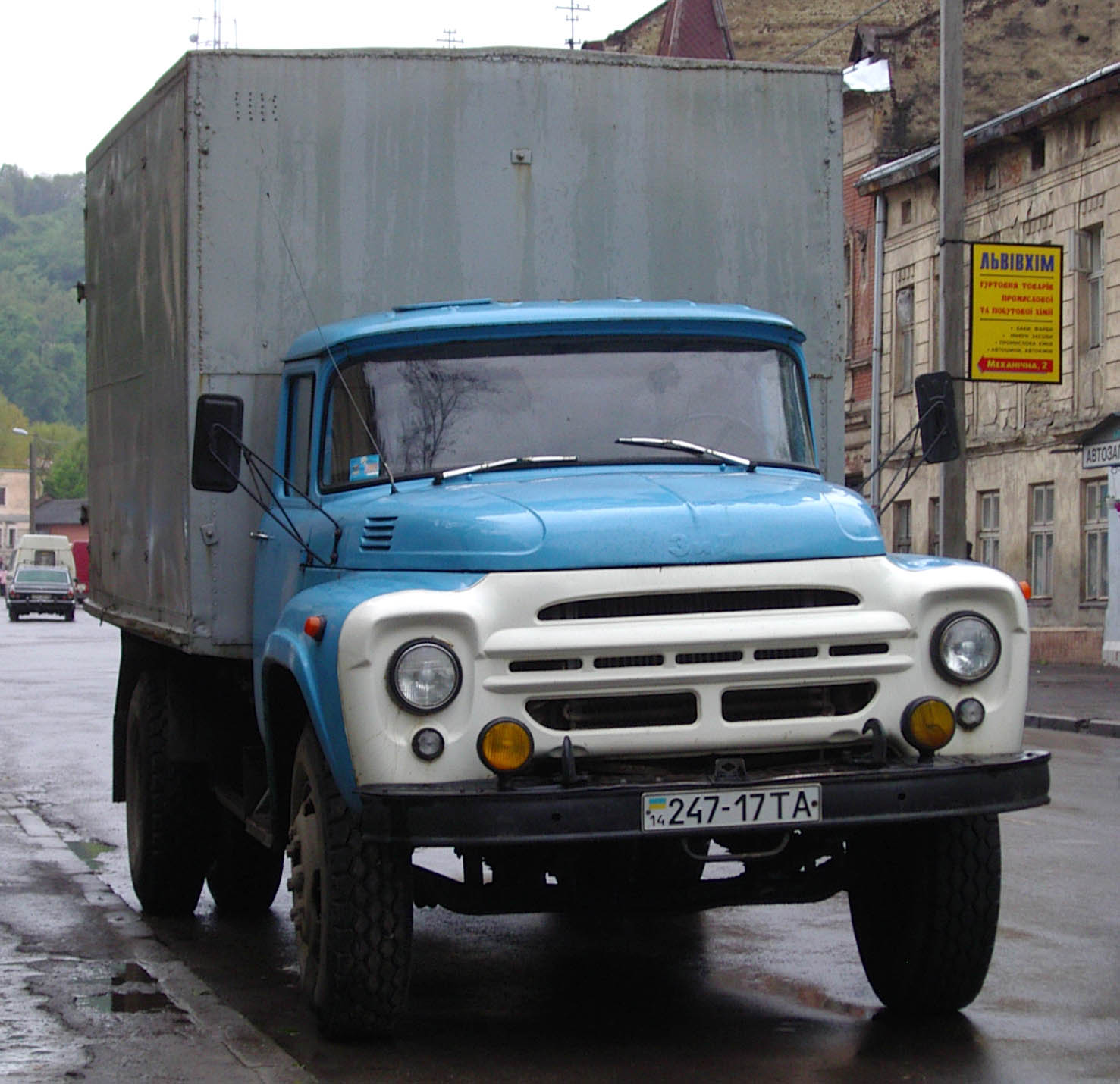
A ZiL–130 típusú tehergépkocsi Lvivben

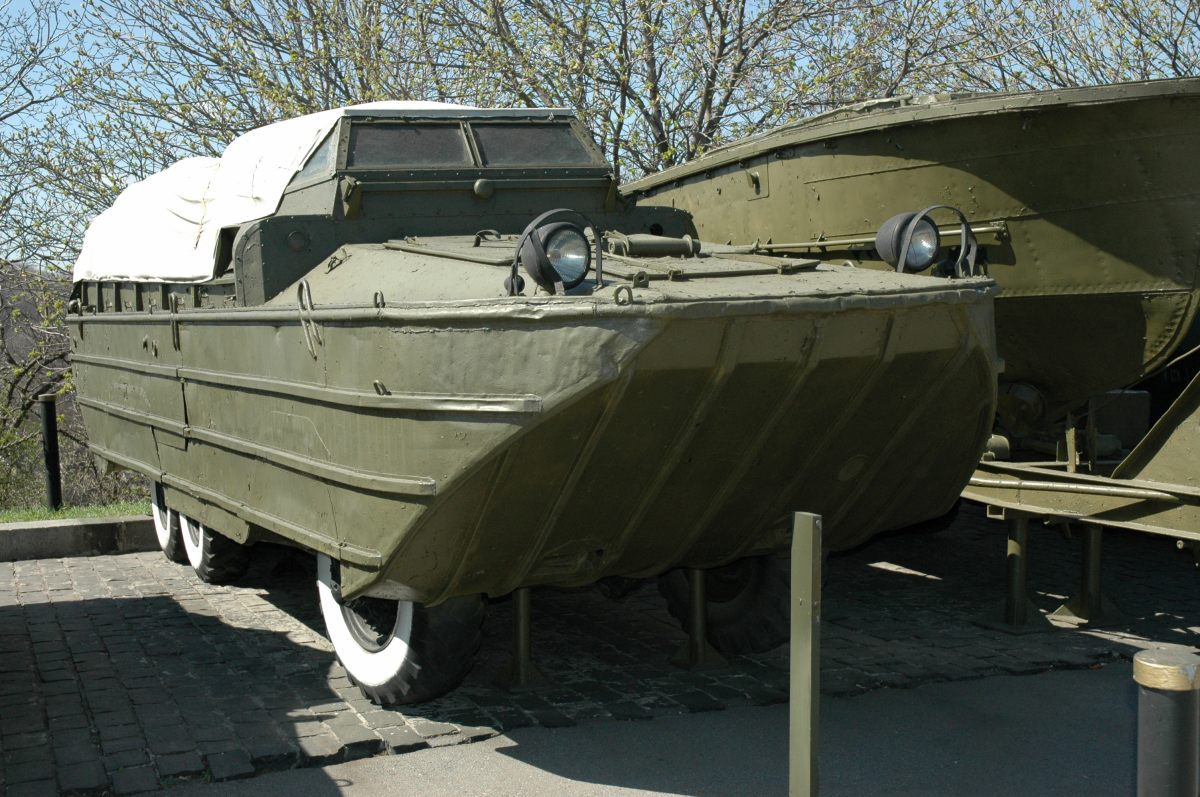
ZiL–458 típusú úszó szállító jármű

- AMO–F–15 (1924)
- AMO–3 (1931)
- ZiSZ–5, ZiSZ–6 (1934)
- ZiSZ–22, ZiSZ–42 (1941?)
- ZiSZ–128
- ZiSZ–150 (1947)
- ZiSZ–151 (1948)
- ZiL–164 (1957)
- ZiL–157 (1958)
- ZiL–130 (1964)
- ZiL–131 (1967)
- ZiL–133 (1975)
- ZiL–135 (1966)
- ZiL–5301 "Bicsok" (1992)
- ZiL–6404 (1996)
- ZiL–6309 (1999)
- ZiL–6409 (1999)
- ZiL–433180 (2003)
- ZiL–432930 (2003)
- ZiL–4327 (2004?)
- ZiL–4334 (2004)

### Autóbuszok
- ZiSZ–8
- ZiSZ–16 (1941?)
- ZiSZ–154
- ZiSZ–155 (1949)
- ZiSZ–127 (1955)
- ZiL–158 (1957)
- ZiL–118 Junoszty (1967)
- ZiL–3250 (1998)

### Sport- és versenyautók
- ZiSZ–101 Szport (1939)
- ZiSZ–112/4 (1958)
- ZiL–112 Szport (1960–1962)
- ZiL–412SZ (1962)

### Katonai és egyéb speciális járművek
- ZiSZ–2
- ZiSZ–152
- ZiSZ–458
- ZiL–4906
- ZiL–2106
- ZiL–41041
- ZiL–485

## Kísérleti járművek
- ZiSZ–153

## Külső hivatkozások
- A Lihacsov Autógyár honlapja